# Amphiodia urtica
Amphiodia urtica är en ormstjärneart som först beskrevs av George Richard Lyman 1860.  Amphiodia urtica ingår i släktet Amphiodia och familjen trådormstjärnor. Inga underarter finns listade i Catalogue of Life.